# Vrbka (Služovice)
Vrbka (německy Weidenthal, Weidental (1880–1910 Wrbkau), polsky Wierzbka) je malá vesnice, část obce Služovice v okrese Opava. Nachází se asi 1 km na východ od Služovic. V roce 2009 zde bylo evidováno 40 adres. V roce 2001 zde trvale žilo 133 obyvatel.
Vrbka leží v katastrálním území Vrbka u Opavy o rozloze 2,5 km2.